# Anders Bakken
Anders Bakken (* 20. Juni 1955 in Lillehammer) ist ein ehemaliger norwegischer Skilangläufer.

## Werdegang
Bakken, der für den Lillehammer Skiklub startete, hatte seinen ersten internationalen Erfolg bei den Junioreneuropameisterschaften 1975 in Lieto. Dort gewann er die Goldmedaille mit der Staffel. Bei den Nordischen Skiweltmeisterschaften 1978 in Lahti errang er den 13. Platz über 30 km und den 12. Platz über 50 km. Im folgenden Jahr gewann er bei den Lahti Ski Games den 15-km-Lauf und belegte dabei zudem den dritten Platz über 50 km. In den Jahren 1978 und 1979 gewann er das Birkebeinerrennet. Bei seiner einzigen Olympiateilnahme im Februar 1980 in Lake Placid lief er auf den 15. Platz über 50 km. Im März 1980 kam er beim Holmenkollen Skifestival auf den vierten Platz. Im folgenden Jahr belegte er bei den Lahti Ski Games den zweiten Platz über 50 km. Sein letztes internationales Rennen absolvierte er im Januar 1982 in Reit im Winkl beim ersten offiziellen Weltcuprennen, das er auf dem achten Platz über 15 km beendete. Bei norwegischen Meisterschaften siegte er im Jahr 1981 über 50 km und im Jahr 1982 mit der Staffel. Zudem wurde er bei norwegischen Meisterschaften im Jahr 1978 über 50 km, im Jahr 1980 über 15 km, im Jahr 1981 über 30 km und in 1978 und 1983 mit der Staffel jeweils Dritter.